# Ghána hívójelkörzetei
Ghána jelenleg (2024) nincs felosztva hívójelkörzetekre.
A Ghána számára az ITU a 9G hívójelprefixet határozta meg.
| Prefix | Körzet | Hely/jelleg | ITU zóna | CQ zóna | 1 szintű QTH lokátor |
| ------ | ------ | ----------- | -------- | ------- | -------------------- |
| 9G     | [0..9] | Ghána       | 46       | 35      | IK, JK, IJ, JJ       |

## Lajstromjel
Vízi és légi járművek lajstromjelezéséhez a 9G prefixet használják.